# Dane Cross
Dane Croos (San Francisco (California), 3 de octubre de 1983) es un actor y director de cine pornográfico.
En 2010 ganó el Premio AVN al Mejor Macho recién llegado, el premio XBIZ para el Nuevo Artista Masculino del Año, y el Premio XRCO para el Nuevo semental. Cross es un exestudiante de cine y una vez trabajó como camarógrafo de noticias.
En 2011 dirigió su primer filme pornográfico, la parodia "Tosh Porno Oh", para Vivid Entertainment.

## Premios
- De 2010 a xbiz Award - Nuevo Macho Artista del Año[7]
- 2010 Premio AVN - Mejor Macho recién llegado